# Erben-cyclus van Antonín Dvořák
De vier symfonische gedichten op. 107 tot en met op. 110 van Antonín Dvořák zijn een cyclische compositie. Dvořák componeerde ze in 1896.

## Beschrijving

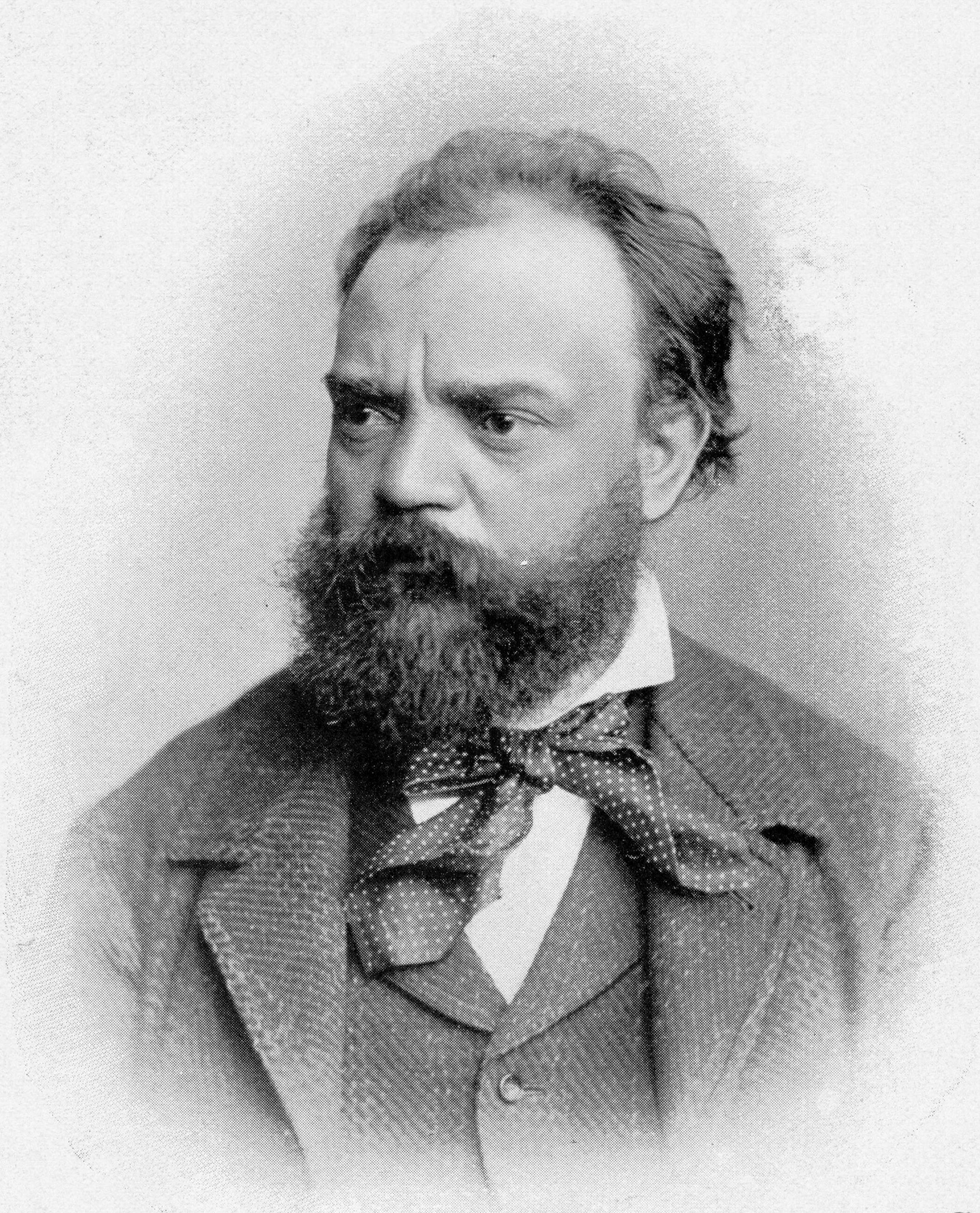
Antonín Dvořák

De Tsjechische benaming van de symfonische gedichten is:
- Vodník, symfonická básen podle balady K. J. Erbena, op. 107;
- Polednice, symfonická básen podle balady K. J. Erbena, op. 108;
- Zlatý kolovrat, symfonická básen podle balady K. J. Erbena, op. 109;
- Holoubek, symfonická básen podle balady K. J. Erbena, op. 110.

De Nederlandse vertaling luidt:
- De watergeest (op. 107);
- De middagheks (op. 108);
- Het gouden spinnewiel (op. 109);
- De houtduif (op. 110).

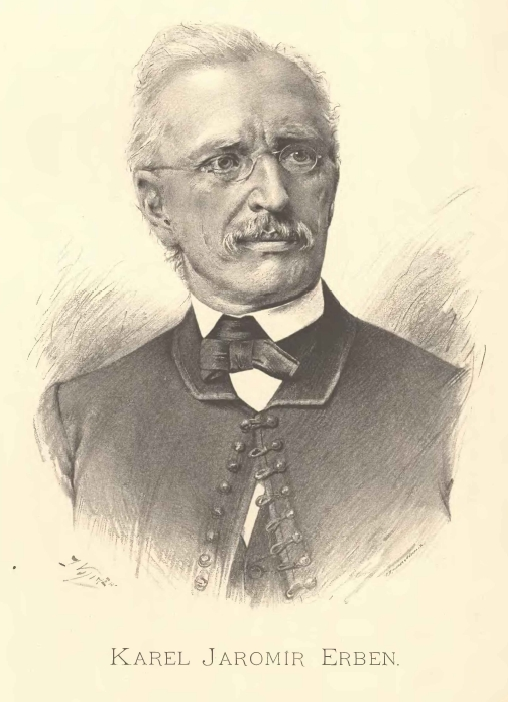
Karel Jaromír Erben

Het verbindende element in deze muziekstukken is dat zij muzikale reflecties van (vooral in Tsjechië en Slowakije) populaire ballades zijn die door de Tsjechische dichter Karel Jaromír Erben (1811 - 1870) op sprookjesthema’s en legendes geschreven zijn. Deze ballades werden snel populair doordat zij opgenomen waren in Erbens gedichtencollectie ‘het bloemenboeket’. Elk van deze vier symfonische gedichten (of symfonische ballades) hebben eenzelfde muzikale structuur gebaseerd op een paar thematische ideeën, soms niet meer dan korte motieven. Het is niet nodig Erben te kennen om de muziek te begrijpen. De merendeels monothematische lay-out, de harmonische rijkdom en de metrische ongelijkheden, afgeleid van Tsjechische volksmuziek, wijzen vooruit naar de muziek van Leoš Janáček. Deze symfonische gedichten helpen, met hun muzikale taal, meer dan Dvořáks symfonieën, de Tsjechische muziek de 20e eeuw in. Hun typische romantische titels hebben vermoedelijk voorkomen dat zij de erkenning krijgen die zij nodig hebben terwijl zij kunnen worden geïnterpreteerd als Dvořáks meest vooruitstrevende werken. Buiten Tsjechië worden deze werken nog zelden in de concertzalen opgevoerd. Hedendaagse dirigenten die een lans breken voor deze werken zijn Nikolaus Harnoncourt en Neeme Järvi.
Dvořák componeerde ook een cantate op een ballade van Erben: Svatební košeli, op.6 9 (letterlijke vertaling: de bruidsjurk) en zijn opera Rusalka op. 114 is thematisch sterk gerelateerd aan Erbens wereld.

## De watergeest, opus 107
Dit symfonisch gedicht is een soort duivels scherzo in rondovorm. Het verhaal gaat over een angstig watermonstertje dat op een verschrikkelijke manier wraak neemt als het door een mens is beetgenomen. Deze ballade, die zich in dezelfde muzikale wereld beweegt als in Dvořáks opera Rusalka, heeft als basis een stereotype viermaats openingsfrase: een 2/4 ritme in de toonsoort b-mineur.
Bijna alle daaropvolgende thema’s zijn mutaties van het motorische eerste thema dat steeds scherper wordt door het gebruik van appoggiaturas. Het ritme van deze perpetuum mobile bereikt een sterk ostinato-effect.
Vodnik is een egoïstische vrouwenjager die in een goede bui in een populier zit boven het meertje waar hij woont. Een boerenmeisje bezoekt de idyllische plek en, ondanks dat ze gewaarschuwd is door haar moeder (het past bij de sprookjes om waarschuwingen van je moeder te negeren), stapt ze op een plank en valt in het water. De watergeest duikt haar onmiddellijk achterna en neemt haar tot zijn bruid. Zij leven zonder al te veel huwelijksgeluk op de bodem van het meer; de enige troost voor het meisje is het zoontje dat zij van de watergeest heeft gekregen. Zij vraagt hem voortdurend of ze toch niet nog één keer haar moeder mag bezoeken? De watergeest, die het gezeur nogal irriteert, stemt uiteindelijk toe als ze maar terug is voordat de avondklokken luiden. Het meisje slaagt daar echter niet in. De watergeest gaat naar de boerderij en vraagt de moeder hem zijn bruid terug te geven. Als de moeder weigert, brengt hij het zoontje om.

## De middagheks, opus 108
In dit stuk wordt een thema in C-majeur in 2/4 maat gevarieerd door de sfeer voortdurend donkerder te maken; daarbij wordt het thematische materiaal steeds meer tragisch en aandoenlijk. Dit is een vroeg voorbeeld van de in de 20e-eeuwse muziek gebruikelijke wijze alle voorstelbare mogelijkheden van het muzikale onderwerp te exploreren. Janáček sprak lovend over dit werk; hij vond dat haar ongebruikelijke harmonische voortgang en bleke kleuren (bijvoorbeeld bereikt door het gebruik van gedempte strijkers en de basklarinet) in de beschrijving van de heks zijn eigen muzikale realisme aankondigde. Deze heks is een kreupele taart die rond de middag op pad gaat om stoute kinderen te pakken. Ouders dreigen hun kinderen met haar als ze zich niet netjes gedragen, ‘als je je niet gedraagt, komt de heks je halen’. Voor één ouderpaar wordt dit harde realiteit.

## Het gouden spinnewiel, opus 109
In het gouden spinnewiel worden drie thema’s gevarieerd. Het eerste is een hoornthema in 2/4 maat dat de wereld van de koning - het hof en ridderlijkheid - representeert; het tweede een lyrische melodie in 2/4 maat dat het mooie meisje achter het spinnewiel beschrijft en ten derde: het liefdesthema in 2/4 maat. Als de compositie zich ontwikkelt en ontvouwt worden deze thema’s gecombineerd, gefragmenteerd, uitgebreid en ritmisch veranderd. De basisspanning tussen goed en kwaad komt (natuurlijk) tot uiting in de spanning tussen majeur en mineur. 
Het verhaal beschrijft een koning die verliefd wordt op een onbekend meisje (stiefdochter van mevrouw X); deze vrouw vermoordt haar stiefdochter om in haar plaats haar eigen dochter naar voren te schuiven als de huwelijkskandidate van de koning. Een oude profeet verkoopt een gouden spinnewiel en vraagt als prijs de botten van de vermoorde stiefdochter. Hij geeft het vermoorde meisje aan de levenden terug en de koning kan met het juiste meisje trouwen.

## De houtduif, opus 110
De titel houtduif suggereert een romantische idylle maar haar hoofddoel is het symboliseren van een schuldig geweten binnen een dorpsgemeenschap veroorzaakt door passie, moord en dwaze verliefdheid. 
Een lichtvoetige vrouw heeft haar man vergiftigd. Uit zijn graf groeit een boom waarin een houtduif nestelt. De vrouw is pas getrouwd met een jonge boer, maar het roekoeën van de duif drijft haar tot schuldgevoel en, gedreven tot wanhoop, pleegt ze zelfmoord. 
Dvořák heeft de ballade ontworpen op basis van een stugge begrafenismars onderbroken door contrasterende episodes. Het monothematische principe waarop bijvoorbeeld ook Liszts symfonische gedicht Les Préludes is ontworpen, is in deze compositie in al haar grootsheid aanwezig. Alle thema’s komen voort uit de begrafenismars zelf: het trompetthema van de jonge boer, het liefdesthema van de ‘onschuldige’ weduwe, het bruidsfeest en de afsluitende vioolsolo. 
Een opmerkelijk voorbeeld van Dvořáks muzikale realisme, waar hij vooruitwijst naar Janáček, is de andante-scène die de duif laat horen ná het bruidsfeest: een samenspel van fluit, harp en hobo. De basklarinet en de hoorns herhalen daarna het ‘schuld en verdriet’-thema.

## Trivia
- De wereldpremière in 1898 van De Houtduif werd uitgevoerd in Brno onder leiding van Janáček, de Weense première in 1899 onder leiding van Gustav Mahler.
- De internationale muziekvakpers etiketteert de opname van deze symfonische gedichten met het Koninklijk Concertgebouworkest onder leiding van Nikolaus Harnoncourt als dé referentieopname van deze symfonische gedichten.